# Socha svatého Jana Nepomuckého (Branky)
Socha svatého Jana Nepomuckého je barokní skulptura, nacházející se v obci Branky, ležící asi 6 km západně od centra města Valašského Meziříčí v okrese Vsetín. Od 13. září 1993 je chráněna jako kulturní památka pod č. 10383/8-3507.

## Zhotovení a historie sochy

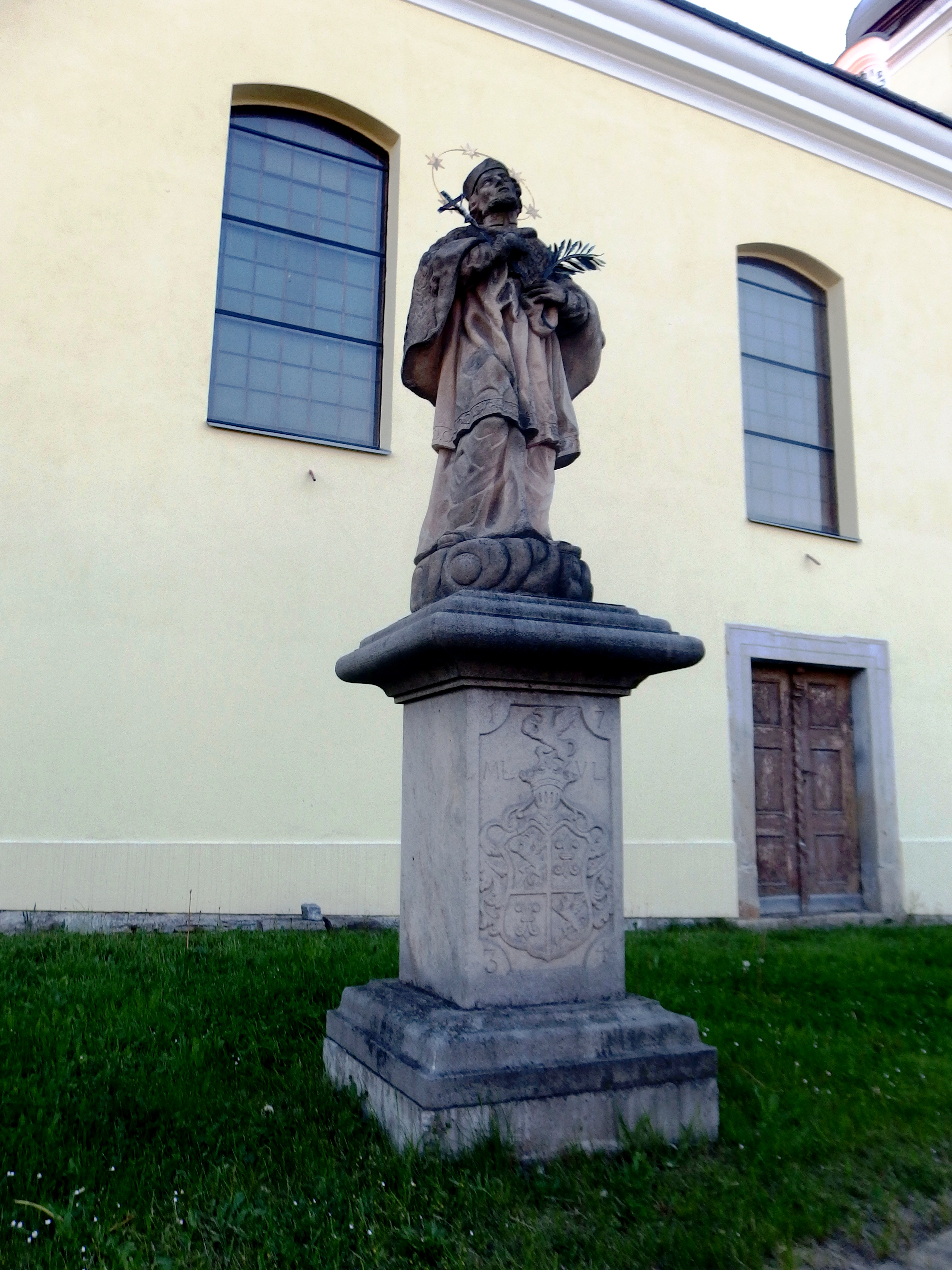
Replika sochy sv. Jana Nepomuckého od sochaře Miroslava Machaly (1996)

Socha byla vytesána nákladem držitele braneckého léna Maxmiliána Josefa rytíře Lacknera z Lackenau (1700–1765) v roce 1734. Vztyčena byla v centru obce a roku 1785 vyrostl v její bezprostřední blízkosti kostel Neposkvrněného početí Panny Marie. Spolu s ní byla rovněž zhotovena skulptura Jana Sarkandera. Soubor braneckých soch pak doplňovaly ještě plastiky sv. Františka z Assisi a sv. Antonína Paduánského, jež musely být pro zvětralost v roce 1887 zakopány u kostelní zdi. Roku 1996 byla původní socha sv. Jana Nepomuckého nahrazena replikou z dílny akademického sochaře Miroslava Machaly a ze svého dosavadního stanoviště byla přesunuta do interiéru braneckého kostela.

## Vzhled

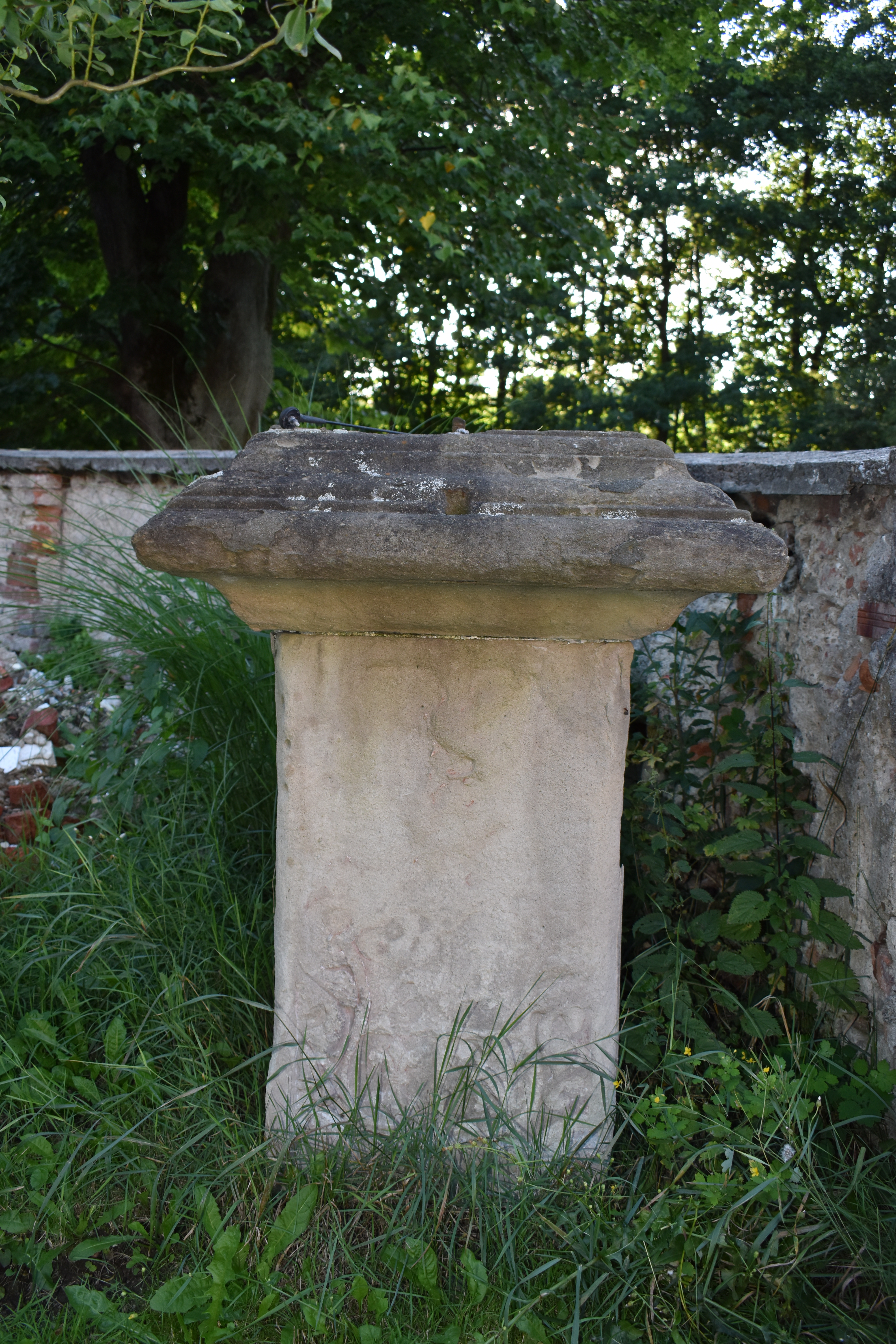
Původní podstavec, dnes umístěný na farním dvoře, se zbytky lacknerovského erbu

Jde o pískovcovou plastiku, stojící na vysokém podstavci zakončeném vyloženou profilovanou římsou. Přední část podstavce zdobí erb rodu Lacknerů z Lackenau, který je po stranách doplněn o iniciály ML VL 34, připomínající jméno fundátora a rok zhotovení. Samotný podstavec je pak umístěn na nízkém, v horní části profilovaném soklu. Původní podstavec zůstal zachován na farním dvoře, ale erb je již kvůli zvětralosti téměř neznatelný. Světec byl neznámým sochařem zachycen jako vousatý muž s biretem na hlavě, oděný do tradičního roucha, stojící na oblacích a svírající v pravé ruce kovový kříž a v levé ruce palmovou ratolest. Ještě ve 30. letech 20. století byla původní skulptura dekorována polychromií. Typově je socha podobná nepomucenským plastikám ve Lhotce u Hranic, Přerově či Rajnochovicích.